# Bulina

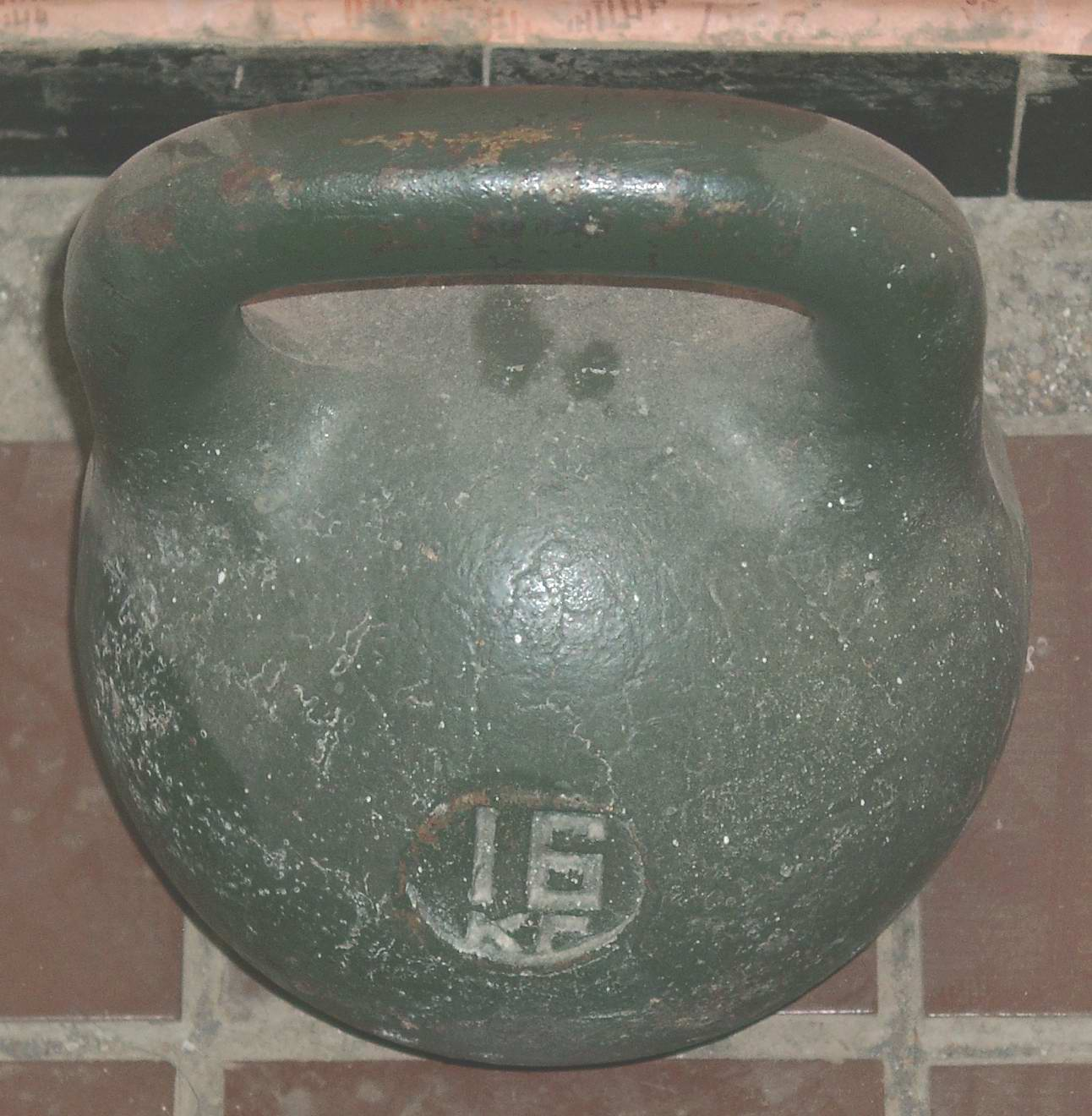
Girja o váze jeden pud (16 kg)

Bulina nebo girja (rusky ги́ря, anglicky kettlebell) je tradiční ruská litinová činka vzhledem připomínající dělovou kouli s držadlem. Používá se jako tréninkové nářadí k získání síly, kondice a ke ztrátě tělesného tuku. Vyrábí se v různých váhových provedeních, nejčastěji[zdroj?] 4, 8, 12, 16, 20, 24 a 32 kg.
Ačkoli mají různé váhy, mohou být všechny stejně velké (většinou však nejsou). Toho je dosaženo tím, že uvnitř mohou být různě duté. Anglické označení vychází z toho, že bulina tvarem připomíná konvici nebo čajník (kettle). Doplněno o -bell, což je součást anglických výrazů pro činku – dumbbell je činka jednoruční, barbell obouruční.

## Systém cvičení
V protikladu s cvičením na strojích v posilovnách, při kterých se procvičují pouze vybrané svaly, kombinuje cvičení s bulinou kardiovaskulární a silový trénink s prvky cviků pro získání nebo udržení pohyblivosti a ohebnosti těla.

## Dějiny
Tradice cvičení s bulinou sahá až do carského Ruska v 18. století. Tamější girja původně sloužila na tržištích k vážení zboží, především obilí a dalších plodin. Farmáři si s ní krátili dlouhou chvíli a pořádali soutěže v hodu do dálky. Pak už byl jen krůček k tomu, aby ji začali běžně využívat k zlepšování své síly a fyzické kondice.
V moderní době zvýšil povědomí o bulině Pavel Tsatsouline svou knihou „Russian Kettlebell Challenge“.